# Gerard Palts
Gerard Palts (Apeldoorn, 31 mei 1982) is een Nederlandse zanger die optreedt onder de naam Zanger Gerard.

## Biografie
Gerard komt uit een muzikale familie en bracht in juni 2010 zijn eerste single uit: Jongen van de Handel. De single werd een succes en markeert het startpunt van Gerards muzikale carrière. In 2013 werd het nummer Jongen van de Handel nieuw leven ingeblazen door Roy Donders die tijdens zijn realityserie Roy Donders: Stylist van het Zuiden de single uitbundig meezong en de Hollandse meezinger zelfs omschreef als zijn favoriete lied. Hierdoor bestormde het nummer drie jaar later opnieuw alle hitlijsten.
Na het succes van Jongen van de Handel bracht Palts diverse singles uit, waaronder Jij Bent Een Golddigger en 9 Tot 5. Verder ging hij een bijzondere samenwerking aan met Trafassi, hetgeen resulteerde in de singles Suavemente, Dans Met Mij en Zeg Ja, Geen Nee. Deze singles werden een groot succes en bestormden zowel in Nederland als Suriname de hitlijsten.
Palts is regelmatig te zien op de nationale en regionale televisie, zo figureerde hij in de hitserie Flikken Maastricht, was hij als ambassadeur betrokken bij 3FM Serious Request en nam hij deel aan De Muzikale Uitdaging van TV73. Tevens is de Apeldoorner een bekend gezicht bij SBS Shownieuws en TV Oranje.
Tijdens de coronacrisis bedacht Gerard een uniek concept om aan de slag te kunnen blijven: Stoepfeestje. Hiermee scoorde Palts landelijke bekendheid en bleek hij een inspiratiebron voor vele artiesten.

## Discografie

### Singles
| Single met eventuele hitnotering(en) in de Nederlandse Top 40 | Datum van verschijnen | Datum van binnenkomst | Hoogste positie | Aantal weken | Opmerkingen  |
| ------------------------------------------------------------- | --------------------- | --------------------- | --------------- | ------------ | ------------ |
| Jongen van de Handel                                          | 2010                  | -                     |                 |              |              |
| Julietta                                                      | 2015                  | -                     |                 |              |              |
| Jij Bent Een Golddigger                                       | 2017                  | -                     |                 |              |              |
| Ik Ga Vanavond Weer Stappen                                   | 2019                  | -                     |                 |              |              |
| Stoepfeestje Medley                                           | 2020                  | -                     |                 |              |              |
| Mooi Van Buiten, Stout Van Binnen                             | 2023                  | -                     |                 |              |              |
| 9 Tot 5                                                       | 2024                  | -                     |                 |              |              |
| Suavemente, Dans Met Mij                                      | 2024                  | -                     |                 |              | Met Trafassi |
| Zeg Ja, Geen Nee                                              | 2024                  | -                     |                 |              | Met Trafassi |